# Kirsten Olesen
Kirsten Olesen, född 10 maj 1949 i Århus, är en dansk skådespelare.

## Biografi
Olesen debuterade på teatern Banden 1971, och spelade sedan på flera Köpenhamnsteatrar fram till 1979, då hon kom till Det Kongelige Teater. Bland hennes roller under tiden före Det Kongelige Teater märks Alma i Tennessee Williams Summer and Smoke på Hvidovre Teater 1976, drottning Caroline Mathilde av Storbritannien i Sven Holms Struensee var her på Folketeatret/Hippodromen 1977 och titelrollen i Euripides Elektra på Strøghus Teatret 1977. På Det Kongelige Teater har hon spelat allt från Shakespeare och Ibsen till modern dramatik som Lars Norén och Alan Ayckbourn.
Olesen har även arbetat inom film och TV. Bland annat har hon medverkat i den danska TV-serien Matador där hon spelade Agnes Jensen och i Bille Augusts Honungsmåne från 1978. Hon spelade även Medea i Lars von Triers TV-film från 1988.

## Filmografi i urval
- 1978 – Honungsmåne
- 1978–1982 – Matador (TV-serie)
- 1988 – Time Out
- 1988 – Medea
- 1990 – Springflod
- 2003 – Se dagens lys
- 2007 – Daisy Diamond
- 2014 – Arvingarna (TV-serie)
- 2015 – Bron (TV-serie)

## Teater

### Roller (ej komplett)
| År   | Roll         | Produktion                    | Regi                | Teater               |
| ---- | ------------ | ----------------------------- | ------------------- | -------------------- |
| 1986 | Maria Stuart | Maria Stuart Per Olov Enquist | Johan Bergenstråhle | Det Kongelige Teater |
| 1994 | Senja        | Tupilak Per Olov Enquist      | Brigitte Kolerus    | Betty Nansen Teatret |